# Pygopleurus
Pygopleurus — рід скарабеоїдних жуків родини Glaphyridae. Жуки середнього розміру, вкриті довгими волосками, активно літають удень. Пов'язані з яскравими червоними чи жовтими великими квітками рослин родів анемона, півонія, мак тощо. Жуки запилюють їх, обгризають пелюстки та тичинки, але не пошкоджують зав'язь; на ніч часто лишаються в закритих квітках.

## Опис
Середнього розміру жуки, з довжиною тіла 1-1,5 см, вкриті довгими волосками. Тіло часто забарвлено в металічно-блискучі кольори: зелений, синій, золотавий, червоний. Антени з невеличкою булавою. Зовнішній вигляд жуків дуже мінливий, визначення видів за морфологічними ознаками ускладнене.

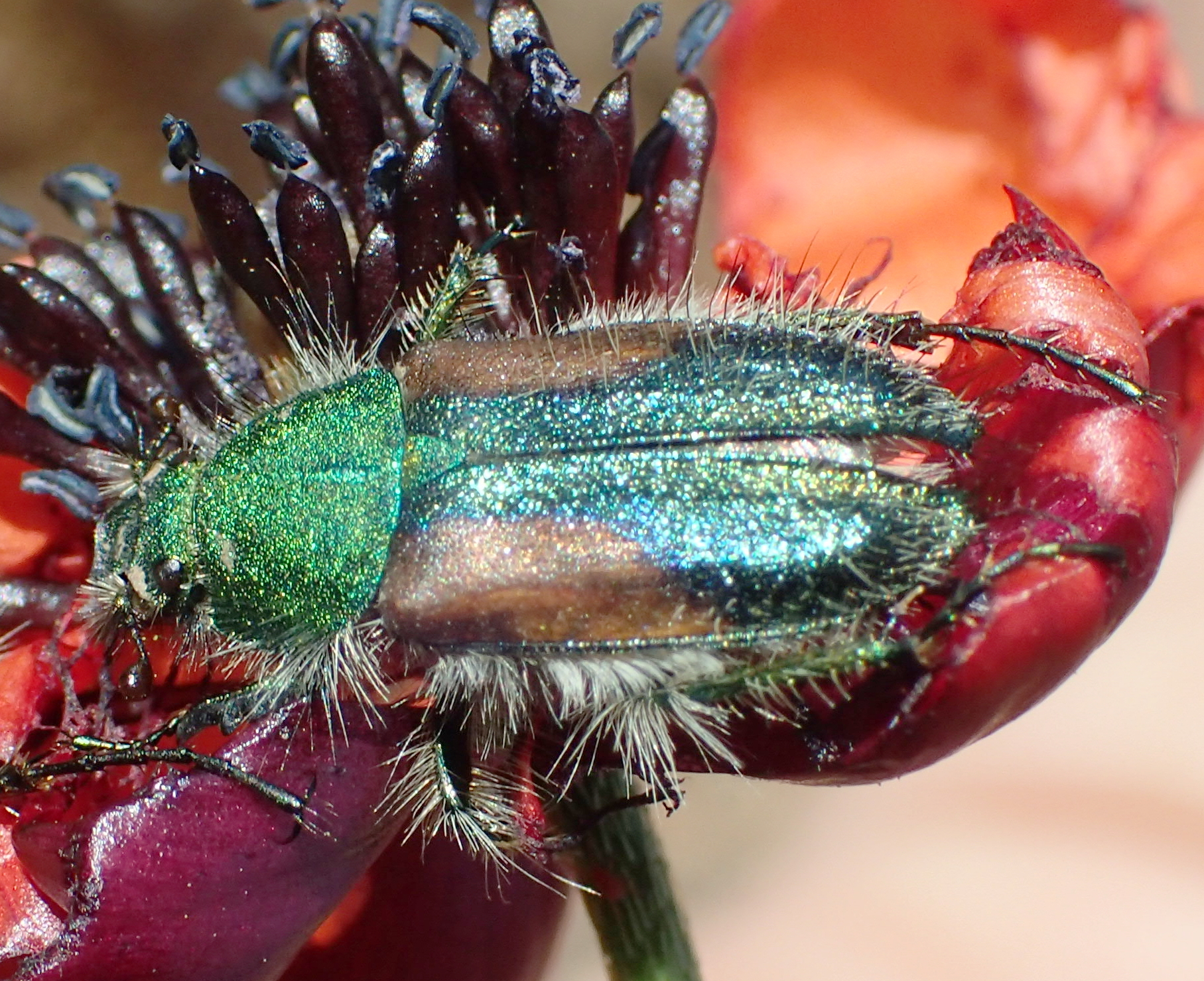
Pygopleurus apicalis, Греція

## Ареал і різноманіття
Поширені у Південно-Східній Європі: Сербії, Чорногорії, Боснії і Герцоговині, Албанії, Греції, Болгарії, на півдні України, Кавказі, Нижній Волзі. Також в Азії: Туреччині, Сирії, Ізраїлі, Лівані, Туркменістані.
Відомо понад 50 видів.